# Efecto de borde
En ecología el efecto de borde es un fenómeno que ocurre cuando dos hábitats abruptamente diferentes se encuentran lado a lado en un ecosistema. Se refiere, a cuando las zonas de dos hábitats distintos entran en contacto y se producen cambios en el funcionamiento del ecosistema debido a la  parecencia de un limite definido, dichas zonas de transición presentan una gran diversidad debido a que el ecotono definido favorece la especiación por el gran poder de hibridación existente en los linderos.   Las interacciones que se producen entre dos ecosistemas lindantes, pueden ser de diferente índole; abióticos, biológicos directos e indirectos.
Este término se suele usar para referirse a los límites creados entre un ambiente natural y otro creado artificialmente por los seres humanos, como la tala de bosques. Los efectos de borde crean fragmentación de hábitats. Sus efectos son muy marcados cuando los hábitats han sufrido fragmentación severa; pueden resultar en un aumento de la biodiversidad.

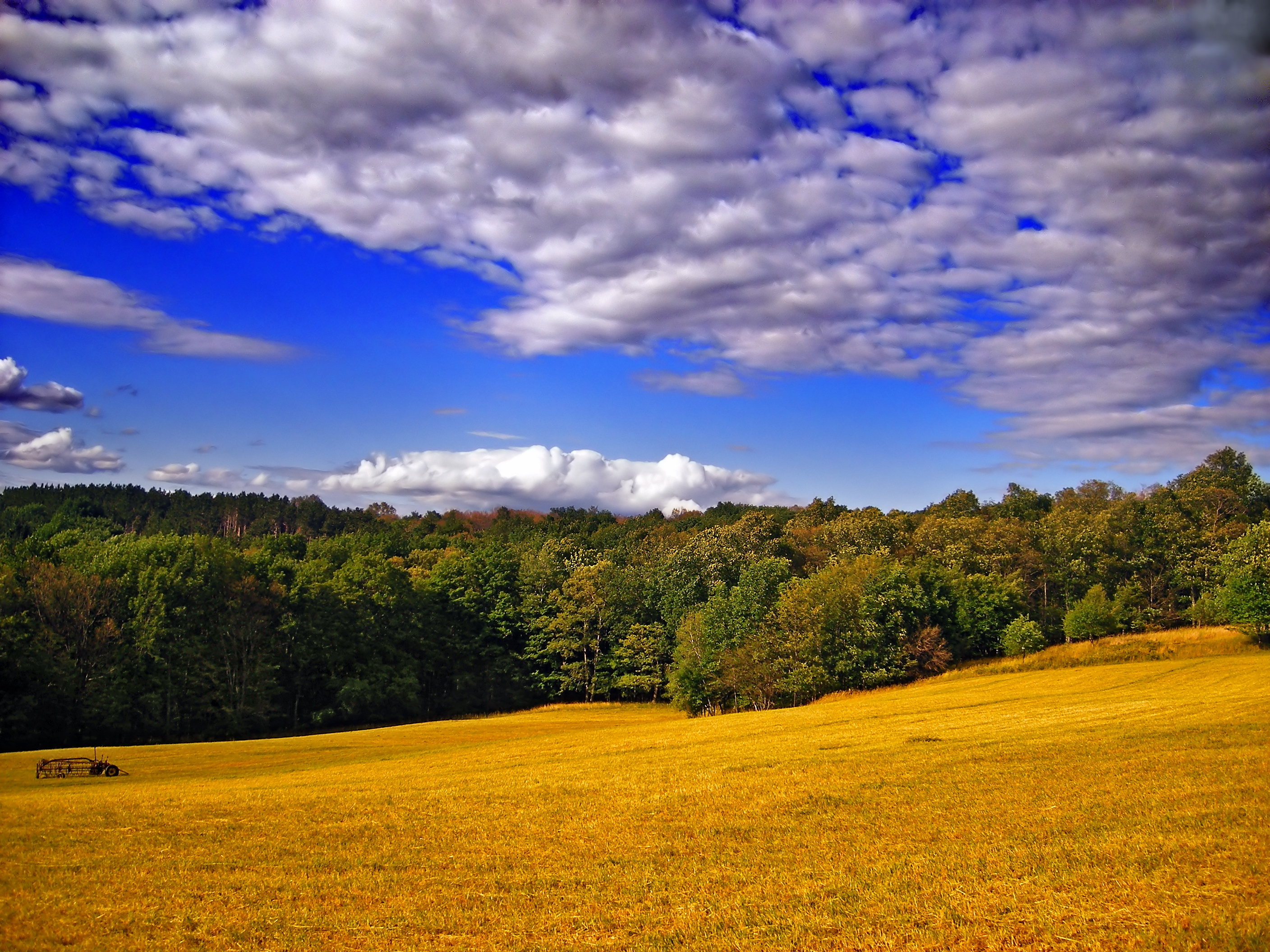
Borde entre bosque y pradera

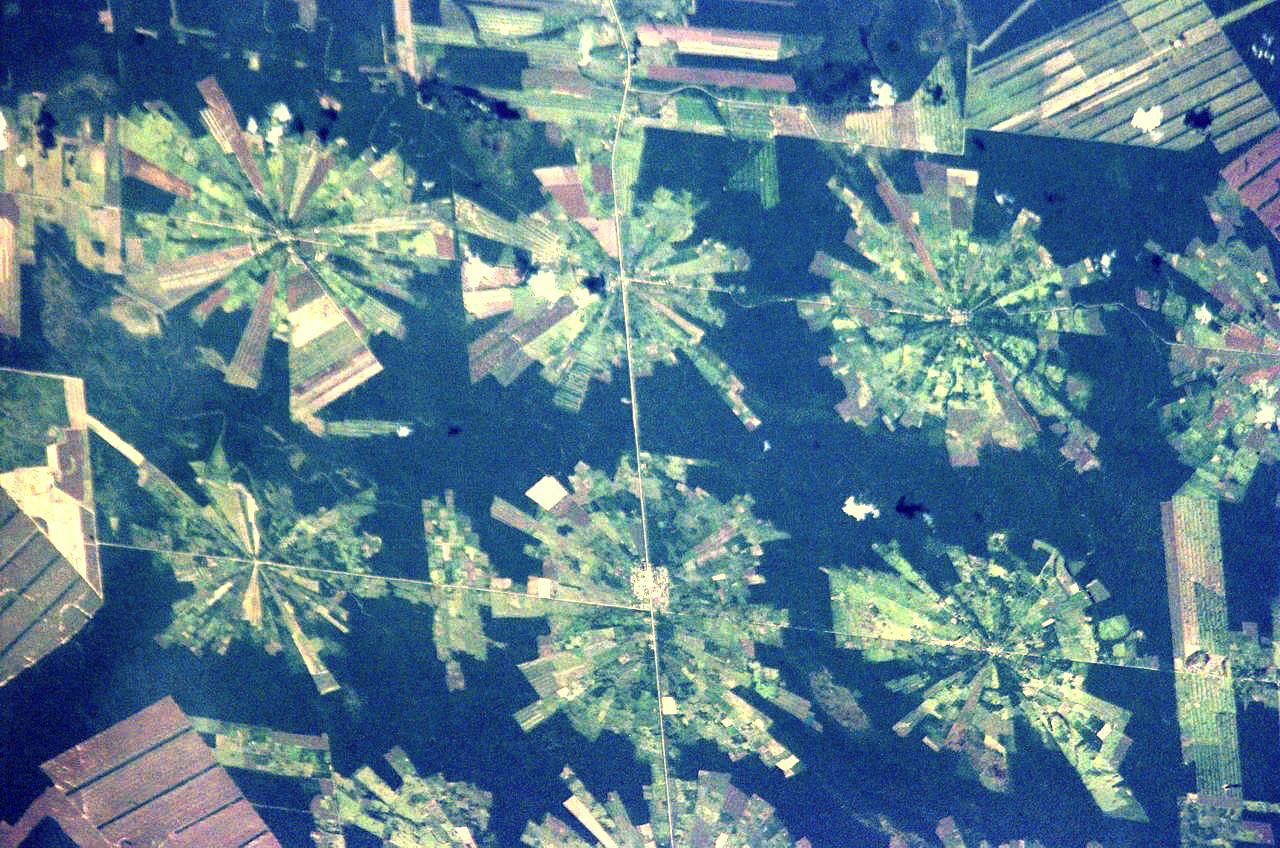
Fotografía satelital de deforestación con gran aumento de bordes en Bolivia. Bosque seco tropical talado para plantación de soja.

## Ejemplos

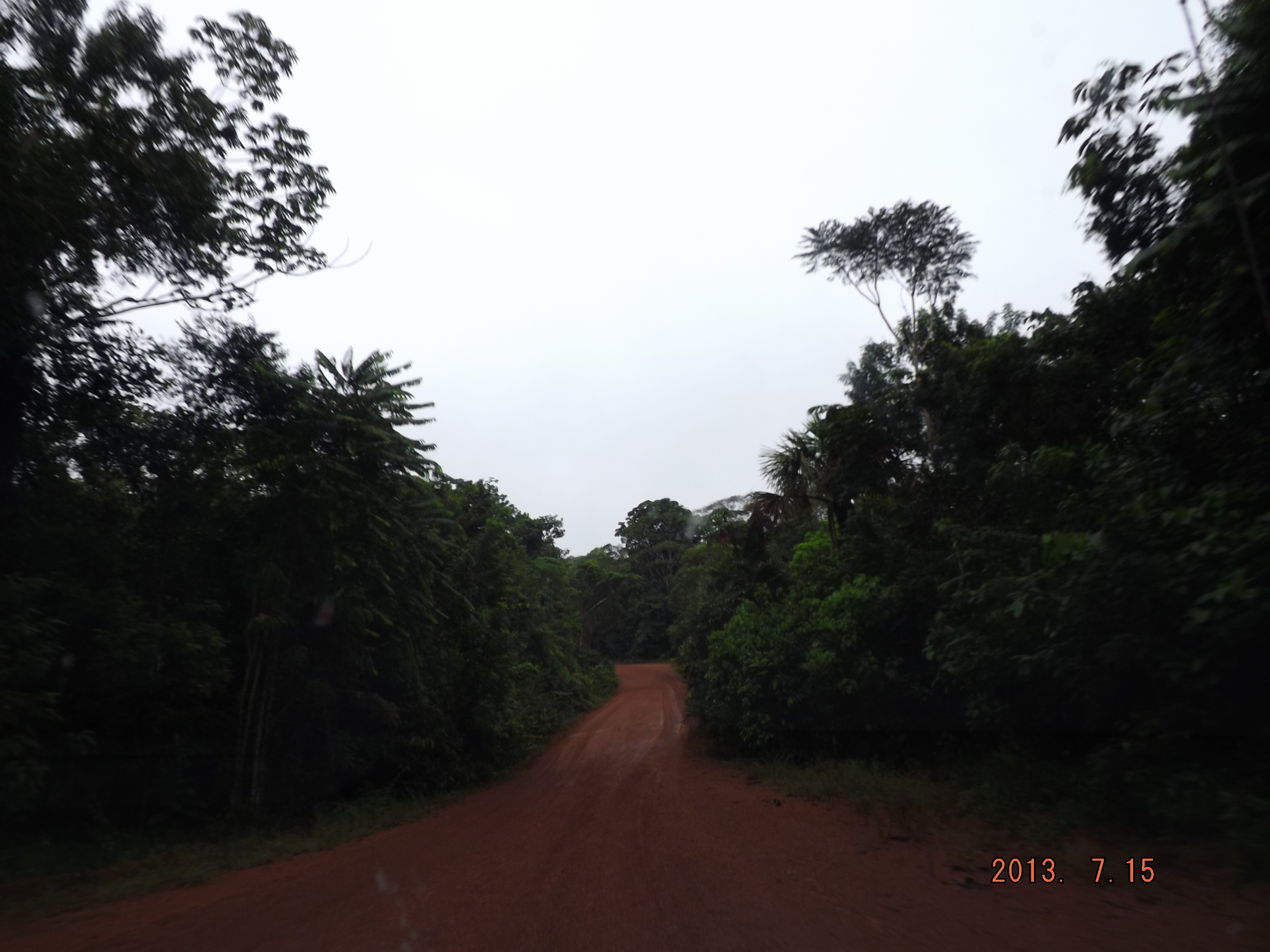
En la selva. Reserva Waimiri Atraoari, hacía la minera de Taboca.

Cuando los bordes de un ecosistema natural se expanden (por la tala de bosques ) el sistema ecológico puede ser afectado seriamente por cierta distancia alrededor de los bordes. Dado que la deforestación causa fragmentación en dicho bosque y uno de los cambios sera la presencia del efecto de borde, que conlleva a cambios en el microclima y en las condiciones físicas del suelo que influyen en la estructura y composición de la vegetación a lo largo del perímetro.

### Selva lluviosa amazónica
Se calcula que la tala de la selva amazónica ha resultado en numerosos efectos de borde que están en exceso del área que ha sido talada. Los incendios de bosques son mucho más frecuentes cerca de los bordes donde la tala ha creado condiciones artificiales de aridez con el marchitamiento de las plantas en los bordes y un cambio en el sotobosque al hacer posible la entrada de la luz a los niveles inferiores de la selva. El sotobosque aumenta la masa de hierbas y arbustos que pueden ser más inflamables. Desde la década de 1990 se han reportado números crecientes de incendios que transforman a la selva amazónica.

## Efectos en la sucesión
El efecto de borde se aplica también a la sucesión, allí es donde la vegetación se extiende hacia afuera de la zona en vez de ser constreñida. En tal caso puede haber diferentes especies mejor adaptadas a los bordes o al centro de la sección, lo que da por resultado variaciones de distribución. La orientación de los bordes puede variar, por ejemplo el borde norte puede ser diferente del borde sur porque recibe diferente cantidad de luz solar.

## Otros usos
El fenómeno de mayor variedad de plantas y animales de una comunidad en la juntura entre dos comunidades biológicas, ecotono, también recibe el nombre de efecto de borde y se debe fundamentalmente a un mayor número de condiciones ambientales o nichos ecológicos al nivel local.
En sistemas el efecto de borde cambia el efecto o estado del programa como se encuentra actualmente, es decir un valor puede tomar un valor hoy y en algún tiempo puede tomar otro valor distinto.